# Weequayok
A weequayok a Csillagok háborúja elképzelt univerzumának egyik értelmes népe, akik a Sriluur nevű bolygón őslakosok.

## Leírásuk
A weequay-faj a Külső Peremben élő emberszerűek egyike. Őshazájukban, a Sriluur bolygón sivatagokban éltek, illetve élnek, emiatt sárgás vagy sötétbarna, kemény és ráncos a bőrük. Sötét szemük jól bent ül a szemüregeikben. Húsos ajkaik nincsenek, hanem szájuk két szélén jól kivehető ráncos bőr húzódik. Az átlag felnőtt weequay 1,7 méter magas és körülbelül 90 standard évig él. Egymás közt feromonok segítségével, ritkábban sriluuri nyelven értekeznek. Hajukat rendszerint hosszúra növesztik.

## Társadalmuk és kultúrájuk
Ez az értelmes nép bonyolult feromon-beszédet alakított ki. Más értelmes fajoknak lehetetlen ezeket érzékelni vagy megérteni. Az egyazon klánba tartozó weequayek feromonjait nem biztos, hogy egy másik klánba tartozó weequay meg tudja érteni. Csak a legfejlettebb jedi lovagok képesek észrevenni, ha a közelben két vagy több weequay ilyen módon kommunikál. Mivel mindegyik weequay sajátos feromonnal rendelkezik, a személyes név és a beszéd csak másodlagos kommunikálási eszköz náluk. Ritkán mondanak ki teljes mondatokat, emiatt az emberek sokáig azt hitték, hogy a weequayok buták, akik képtelenek a fejlett gondolkozásra.
Csak az a weequay választ nevet magának, amelyik egy másik klánba költözik át, vagy más fajok között él. A legtöbbször azonban a neve Weequay lesz. A kultúrájukban a klán fontosabb, mint az egyed. Az egyed feláldozható a klán megmaradásáért; éppen emiatt a weequay kultúra sokszor brutális jellegű.
A férfi weequayok gyakran hosszú fonatokba fonják a hajukat. Hagyományosan minden Sriluurtól távol töltött évben egy új fonatot készítenek. Amiután visszatértek bolygójukra, a férfiak leborotválták a hosszú hajaikat. Sriluur közel van a hutt területekhez, emiatt a huttoknak dolgozó férfi weequayok fején a legtöbbször csak két fonat látható. A nők általában kopaszok, és nem tartják ezt a hagyományt.
A vallásuk bonyolult és sok istent számlál. Közülük kettő a holdisten Quay és a villámisten Am-Shak. Quay a fő istenük; „weequay” azt jelenti, hogy „akik Quayt követik”. Hogy isteneik kedvében járjanak, a weequayok áldozatokat (állatokat és értéktárgyakat) mutattak be a thal nevű helyeken. Thalokat csak Sriluuron szabad felállítani, emiatt a bolygótól távol lakó weequayok amikor hazatértek, gyakran óriási lényeket, mint például banthákat mészároltak le engesztelésképpen. Éhínség és háborús idők alatt a weequayok más weequayokat áldoztak fel isteneik kedvéért; emiatt más népek szemében a weequayok vadaknak számítanak.
Bolygójukra letelepedtek a houkok, akiktől először megfértek a weequayok, de aztán Y. e. 10-ben háborút indítottak ellenük. A háború 10 évig tartott; ennek végén a „munkanélküli” weequay katonák kénytelenek voltak zsoldosként vagy fejvadászként megélni. E háború néhány weequay fegyverkészítő céget előre lendített. Manapság Galaxisszerte keresett árucikk a weequay-fegyver.
Manapság számos világban élnek weequayok. Szülőbolygójukon kívül a legfőbb foglalkozásuk a kalózkodás és fejvadászat.

## Megnevezett weequayok
- Ak-Buz – férfi; Jabba, a hutt Khetanna nevű vitorláshajójának kapitánya
- Ak-rev – férfi; Jabba, a hutt dob mestere és testőre
- Jhoram Bey – férfi; az úgynevezett Galactic Alliance Remnant katonája, később az Alliance harcihajó kapitánya
- Sora Bulq – férfi; weequay jedi mester
- Burnout – férfi; bérgyilkos
- Tas Kee – nő; Hat Lónak dolgozott
- Shahan Alama – férfi; fejvadász
- Gwarm – férfi; Hondo Ohnaka jobbkeze
- Guta-Nay – férfi; Ghez Hokan egyik zsoldosa; Gar-Ul testvére
- Que-Mars Redath-Gom – férfi; weequay jedi mester
- Kossex – nő; weequay jedi mester
- Kiera Swan – nő; kalóz
- Turk Falso – férfi; Hondo Ohnaka egy kalóza
- Hondo Ohnaka – férfi; kalóz és bandavezér
- Sev – férfi; weequay jedi mester
- Gar-Ul – férfi; Ghez Hokan egyik zsoldosa; Guta-Nay testvére
- Tyr – férfi; weequay jedi mester
- Tanno Vik – férfi; a Galaktikus Köztársaság egyik katonája

## Megjelenésük a filmekben, könyvekben és videójátékokban
Az alábbi lista bemutatja a filmeket, könyveket és videójátékokat, amelyekben a weequayok szerepelnek, vagy meg vannak említve:
- Star Wars: Dawn of the Jedi 6: The Prisoner of Bogan, Part 1
- Tales of the Jedi: The Saga of Nomi Sunrider
- Tales of the Jedi (audio)
- Star Wars: Knights of the Old Republic II: The Sith Lords
- The Old Republic: Smuggler's Vanguard
- Star Wars: The Old Republic: Fatal Alliance
- Star Wars: The Old Republic
- Star Wars: Darth Plagueis
- Restraint
- Star Wars: Republic 6: Prelude to Rebellion, Part 6
- Darth Maul: Saboteur
- Cloak of Deception
- Star Wars: Darth Maul 2
- Star Wars: Darth Maul 3
- Star Wars: Darth Maul 4
- Episode I Adventures 6: The Hunt for Anakin Skywalker
- Episode I Adventures 8: Trouble on Tatooine
- Star Wars Episode I: The Phantom Menace
- Star Wars: Republic 8: Outlander, Part 2
- Star Wars: Republic 9: Outlander, Part 3
- Star Wars: Republic 11: Outlander, Part 5
- Star Wars: Republic 12: Outlander, Part 6
- Star Wars: Republic: Twilight
- Star Wars: Republic 33: Darkness, Part 2
- Star Wars: Republic: Rite of Passage
- Reputation
- Dead in Houk / Weequay Brawl at Eastport
- Weequay/Houk Arraignment End in Violence
- Star Wars Episode II: Attack of the Clones
- Star Wars Episode II: Attack of the Clones (comics)
- Republic Commando: Hard Contact
- Elusion Illusion
- Star Wars: Republic 50: The Defense of Kamino
- Jedi: Mace Windu
- Star Wars: Republic 54: Double Blind
- Republic Commando: Triple Zero
- Rather Darkness Visible
- Jedi: Yoda
- Star Wars: Republic: Show of Force
- Star Wars: The Clone Wars (film)
- Star Wars: The Clone Wars (novel)
- The Clone Wars: No Prisoners
- Dooku Captured
- The Clone Wars: Switch
- The Gungan General
- The Clone Wars: Invitation Only
- Hostage Crisis
- The Clone Wars: Hunting the Hunters (Part I)
- Grievous Intrigue
- Lightsaber Lost
- Bounty Hunters (episode)
- Lethal Trackdown
- Evil Plans
- Sphere of Influence
- Heroes on Both Sides
- Nightsisters (episode)
- Slaves of the Republic
- Friends and Enemies
- Bounty (episode)
- Star Wars: The Wrath of Darth Maul
- Brothers
- Revenge
- Sabotage (comic)
- Star Wars: The Clone Wars: The Sith Hunters
- A Test of Strength
- Bound for Rescue
- A Necessary Bond
- Revival
- To Catch a Jedi
- Star Wars: Republic: Trackdown
- Star Wars: Republic: The Siege of Saleucami
- Labyrinth of Evil
- Star Wars Episode III: Revenge of the Sith
- Coruscant Nights I: Jedi Twilight
- Coruscant Nights II: Street of Shadows
- The Order of Outcasts
- Star Wars: Droids Special
- Jabba the Hutt: The Gaar Suppoon Hit
- Jabba the Hutt: The Hunger of Princess Nampi
- Jabba the Hutt: The Dynasty Trap
- Jabba the Hutt: Betrayal
- A Hunter's Fate: Greedo's Tale
- Death Star (novel)
- The Force Unleashed (novel)
- Star Wars: The Force Unleashed (video game)
- Star Wars: Empire at War
- Star Wars: Empire at War: Forces of Corruption
- Underworld: The Yavin Vassilika
- Rookies: Rendezvous
- We Don't Do Weddings: The Band's Tale
- Star Wars: Rogue Squadron III: Rebel Strike
- Perfect Evil
- Star Wars Missions 11: Bounty Hunters vs. Battle Droids
- Star Wars Missions 15: Voyage to the Underworld
- Star Wars: Empire 23: The Bravery of Being Out of Range
- Galaxy of Fear: Ghost of the Jedi
- Star Wars Rebellion 0: Crossroads
- Crimson Bounty
- And the Band Played On: The Band's Tale
- Star Wars Episode VI: Return of the Jedi
- Star Wars Episode VI: Return of the Jedi (novel)
- Star Wars Episode VI: Return of the Jedi (junior novelization)
- Out of the Closet: The Assassin's Tale
- Taster's Choice: The Tale of Jabba's Chef
- Goatgrass: The Tale of Ree-Yees
- And Then There Were Some: The Gamorrean Guard's Tale
- A Free Quarren in the Palace: Tessek's Tale
- The Great God Quay: The Tale of Barada and the Weequays
- Mara Jade: By the Emperor's Hand 1
- Star Wars: Return of the Jedi 2: The Emperor Commands
- Shadows of the Empire: Evolution
- Three Against the Galaxy
- Day of the Sepulchral Night
- X-wing Rogue Squadron: Family Ties
- Tatooine Ghost
- Crimson Empire II: Council of Blood
- I, Jedi
- Darksaber (novel)
- Star Wars: Jedi Knight II: Jedi Outcast
- Star Wars: Jedi Knight: Jedi Academy
- Star Wars: Union
- Scourge (novel)
- Agents of Chaos I: Hero's Trial
- Agents of Chaos II: Jedi Eclipse
- Star by Star
- The Unifying Force
- Bloodlines
- Sacrifice
- Crosscurrent
- Riptide (novel)
- Millennium Falcon (novel)
- Star Wars: Legacy: Indomitable
- Star Wars: Legacy 22: The Wrath of the Dragon
- Star Wars: Legacy 36: Renegade
- Star Wars: Legacy 41: Rogue's End
- Star Wars: Legacy 42: Divided Loyalties

### Fordítás
- Ez a szócikk részben vagy egészben a Weequay című Wookieepedia-szócikk ezen változatán alapul. Az eredeti cikk szerkesztőit annak laptörténete sorolja fel.